# Sportzentrum Vaterstetten
Das Sportzentrum Vaterstetten ist ein Sportkomplex, der sich im bayerischen Vaterstetten, etwa 17 km östlich der Landeshauptstadt München  befindet. Ursprünglich existierte keine Sportstätte in Vaterstetten, und die Sportler mussten in die Nachbargemeinde ausweichen. Auf Initiative von Leichtathleten und später begünstigt durch die Olympischen Spiele von 1972, wurde die Planung von Sportanlagen in Angriff genommen. Zunächst als „Gigantomanie“ kritisiert, hat sich der Sportkomplex zu einem vielgenutzten Veranstaltungsort entwickelt. Er wurde zum „Mekka“ für die Mehrkampfmeisterschaften in der Leichtathletik. Das Stadion ist Heimstätte des SC Baldham-Vaterstetten. Die zweite Mannschaft des TSV 1860 München nutzte in der Rückrunde 2012/13 für einige Spiele das Sportzentrum als Ausweichspielstätte.

## Geschichte
In den 1950er Jahren sahen ambitionierte Leichtathleten ihre Wachstumsgrenzen beim damals einzigen Sportverein in der Gemeinde, dem SC Baldham, erreicht. Am 2. Mai 1962 gründeten sie daher mit anderen Sportbegeisterten den TSV Vaterstetten, hatten aber keinen eigenen Sportplatz. Mit dem Bau des Gymnasiums in Vaterstetten 1970 besserte sich die Lage etwas, und die Leichtathleten konnten auf der 125-Meter-Bahn trainieren.
Die Einwohnerzahl und mit ihr die Mitgliederzahlen des TSV stiegen so rasant, dass der Ruf nach einer größeren Sportstätte immer lauter wurde. Animiert durch die Olympischen Spiele 1972 in München hatte der Vaterstettener Gemeinderat einen Grundsatzbeschluss zur Errichtung eines Sportplatzes gefasst. In Ermanglung eines passenden Grundstücks wurde erst 1977 auf Druck des Sportvereins ein Ideenwettbewerb ausgerufen und nach zähen Grundstücksverhandlungen konnte ein Jahr später ein geeignetes Gelände erworben werden. Auf einem 160.000 m2 großen Grundstück sollten Sportanlagen, ein Jugendzentrum, ein Schwimmbad und ein Bürgerhaus errichtet werden. Die Größe des Projekts wurde als Gigantomanie bezeichnet, vor allem die 460 geplanten Parkplätze des rund 17 Millionen Mark teuren Vorhabens fanden Kritik, waren doch damals viele Straßen in der Gemeinde nicht einmal asphaltiert. Von den vier Teilprojekten wurden nur zwei umgesetzt. Am 1. Juni 1981 war Baubeginn. Noch vor der offiziellen Einweihung wurde das Stadion mit einem Fußballspiel der örtlichen Feuerwehren gegen eine Mannschaft des bayerischen Rundfunks getauft, die Leichtathleten feierten 1982 mit den Bayerischen Meisterschaften im Mehrkampf der Senioren. Am 3. Juli 1983 wurde die neue Sportstätte offiziell eingeweiht.

## Sportstätten
Das Sportzentrum besteht aus dem Stadion und zahlreichen angegliederten Sportanlagen.

### Stadion
Das Stadion hat eine Kapazität von 5.500 Zuschauern (1.512 Sitz- und 3.987 Stehplätzen), 1.200 der Sitzplätze sind überdacht. Der Stadionplatz ist von einer sechsspurigen Tartanbahnen mit acht 100-m-Laufbahnen umgeben. Das tatsächliche Fassungsvermögen dürfte bei 12.000 Plätzen liegen; die Sitzplätze der Haupttribüne sind größtenteils überdacht, beidseitig befinden sich Stehstufen, die Gegengerade hat unüberdachte Sitzschalen, die vom Olympiastadion München stammen, und in den beiden Kurven wie auch teilweise entlang der Gegengeraden befinden sich Graswälle.

### Sportanlagen

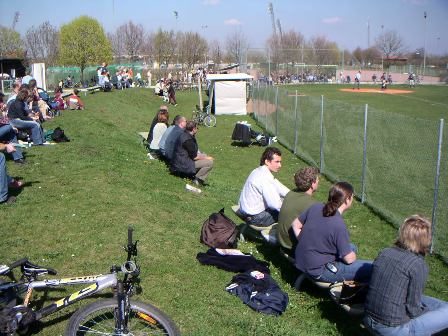
Spielfeld des Baseball Club Baldham Boars im Sportzentrum Vaterstetten

Die Sportanlagen umfassen: 4 Rasen-Fußballfelder, 1 Hartplatz, 2 Rasenkleinfelder, 3 Kleinspielfelder für Torwarttraining, 1 Baseballplatz, 1 Baseball-Wurfanlage, 1 Baseball-Kleinspielfeld, 3 Basketballfelder (Kunststoff), 2 Handballfelder (Kunststoff), 2 Volleyballfelder (Kunststoff), 1 Tennisfeld (Kunststoff), 4 Beachvolleyballfelder, 1 BMX-Fläche mit verschiedenen Rampen, 1 Gerätespielplatz und 4 Sommerstockbahnen.
Die Plätze haben zusammen 400 Sitzgelegenheiten: Platz 2 hat 120, Platz 5 verfügt über 48, Platz 7 bietet 116 und Platz 10 ist mit 117 Sitzplätzen ausgestattet. Der Kleinfeld-Fußballplatz ist speziell für die Spiele der E- und F-Jugendmannschaften des SC Baldham-Vaterstetten.